# Stadion młodzieży Sariwŏn
Stadion młodzieży Sariwŏn (ang. Sariwon Youth Stadium) – wielofunkcyjny stadion w północnokoreańskim mieście Sariwŏn. Może pomieścić 35 tysięcy kibiców.